# Bayan-Ovoo, Bayankhongor
Bayan-Ovoo (tiếng Mông Cổ: Баян-Овоо) là một sum của tỉnh Bayankhongor ở miền nam Mông Cổ. Vào năm 2006, dân số của sum là 2.912 người.

## Địa lý
Sum có diện tích khoảng 3.244 km2. Trung tâm sum, Khukhburd, nằm cách tỉnh lỵ Bayankhongor 26 km và thủ đô Ulaanbaatar 646 km.

### Khí hậu
Nhiệt độ trung bình hàng năm ở khu vực này là 2 °C. Tháng ấm nhất là tháng 7, khi nhiệt độ trung bình là 22 °C và lạnh nhất là tháng 1, với -20 °C. Lượng mưa trung bình hàng năm là 231 mm. Tháng ẩm ướt nhất là tháng 8, với lượng mưa trung bình là 65 mm, và khô nhất là tháng 1, với 1 mm.

## Kinh tế
Sum có một trường học, bệnh viện, trung tâm thương mại và nhà văn hóa.